# Lepkoząb brązowy

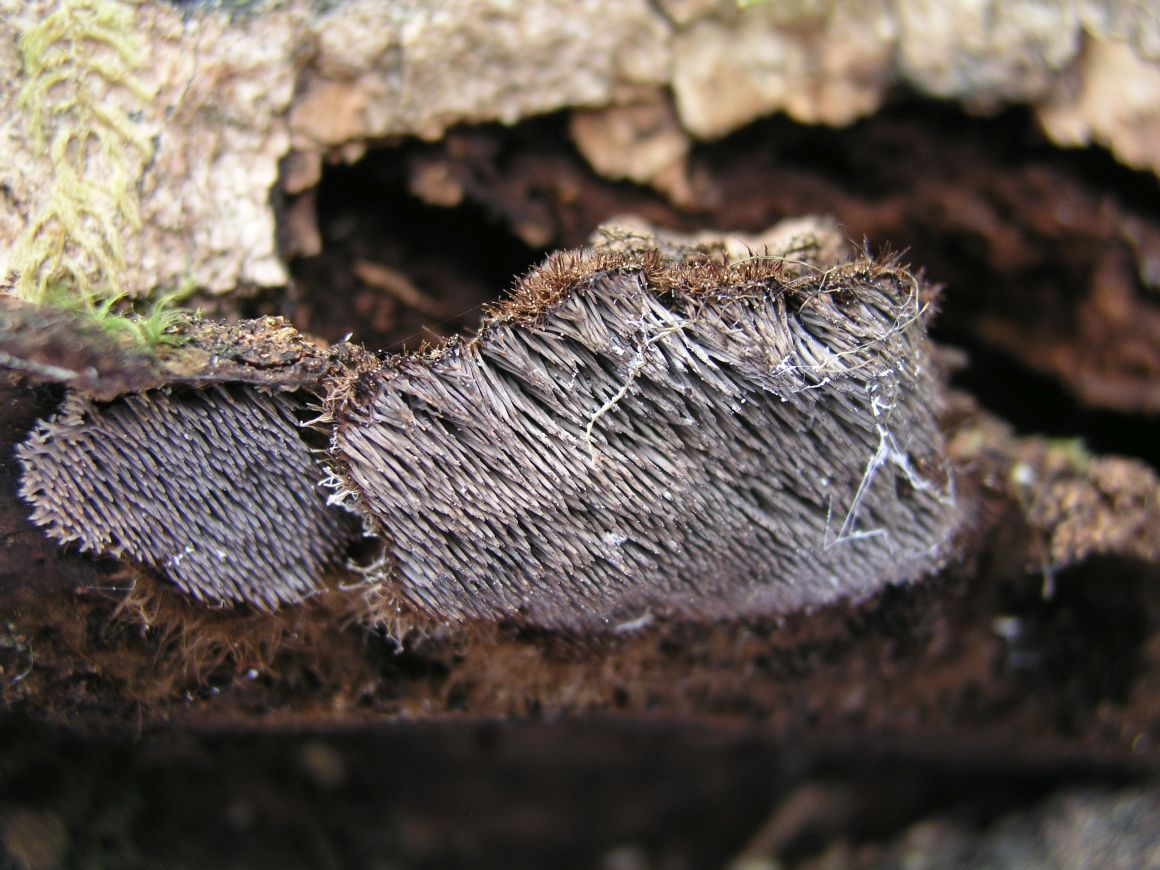

Lepkoząb brązowy (Gloiodon strigosus (Sw.) P. Karst.) – gatunek grzybów należący do rodziny jodłownicowatych (Bondarzewiaceae).

## Systematyka i nazewnictwo
Pozycja w klasyfikacji według Index Fungorum: Gloiodon, Bondarzewiaceae, Russulales, Incertae sedis, Agaricomycetes, Agaricomycotina, Basidiomycota, Fungi.
Po raz pierwszy takson ten opisał w 1810 r. Olof Swartz, nadając mu nazwę Hydnum strigosum. Potem zaliczany był do rodzajów. Obecną, uznaną przez Index Fungorum nazwę nadał mu w 1879 r. Petter Adolf Karsten. Synonimy:
- Hydnum piperatum (Banker) Sacc. & Trotter 1912
- Hydnum strigosum Sw. 1810
- Leaia piperata Banker 1906
- Mycoleptodon strigosus (Sw.) Pat. 1900
- Pleurodon strigosus (Sw.) Ricken 1918
- Sclerodon strigosus (Sw.) P. Karst. 1889
- Steccherinum strigosum (Sw.) Banker 1906[2].

Franciszek Błoński w 1889 r. nadał mu polską nazwę kolczak suchy, Władysław Wojewoda w 2003 r. zmienił ją na lepkoząb brązowy.

## Morfologia
Owocnik
Jednoroczny, siedzący, wywinięty i odgięty, o szerokości do 20 mm, długości do 50 mm i grubości do 10 mm. Powierzchnia górna ciemnobrązowa do prawie czarnej, szczeciniasta do kosmatej, dolna powierzchnia silnie kolczasta, w kolorze górnej powierzchni lub jasnobrązowa podczas zarodnikowania. Kolcestożkowate o długości do 6 mm. Kontekst ciemnobrązowy do czarnego, złożony z masy silnie splecionych pasm lub sznurów strzępek.
Cechy mikroskopowe
System strzępkowy monomityczny. Strzępki generatywne o szerokości 2,5–3,5 µm, ze sprzążkami, bezbarwne i cienkościenne, silnie rozgałęzione i dominujące w subhymenium, liczne, sklerytyzowane. Występują wśród nich ciemne strzępki generatywne imitujące strzępki szkieletowe, ale z rozproszonymi sprzążkami i rozgałęzieniami. Pasma lub włoski na kapeluszu składają się z takich strzępek, ciemnych i o szerokości do 6 µm, wewnętrzna część włosków podobna, ale z bezbarwnymi strzępkami. Hymenialne strzępki kolców wyrastają z subhymenium z bezbarwnych strzępek generatywnych, podczas gdy rdzeń kolców składa się z grubościennych, pigmentowanych, zesklerowanych strzępek. Strzępki na szczycie kolców mają liczne przegrody. Wszystkie strzępki są w odczynniku Melzera nieamyloidalne i niedekstrynoidalne. Gleocystydy liczne, gładkie, rurkowate i często nieregularne z niewielkimi przewężeniami, o długości do 120 µm. Podstawki maczugowate, 4-sterygmowe, 30–40 × 4–6 µm, ze sprzążkami u podstawy. Bazydiosporyprawie kuliste, hialinowe, drobno zdobione, silnie amyloidalne w odczynniku Melzera, 4–5,5 × 3,5–4 µm.

## Występowanie i siedlisko
Znane jest występowanie lepkozęba brązowego w Ameryce Północnej, Południowej, Europie i Azji. Najwięcej stanowisk podano na Półwyspie Skandynawskim. W Polsce do 2003 r. znane było tylko jedno stanowisko. Podał je Franciszek Błoński w Puszczy Białowieskiej w 1889 r. W Czerwonej liście roślin i grzybów Polski ma status Ex – gatunek wymarły, ale po 2007 r. podano jego stanowiska w Polsce.
Nadrzewny grzyb saprotroficzny. Występuje w lasach na martwym drewnie drzew liściastych.